# Deutscher Textilreinigungs-Verband

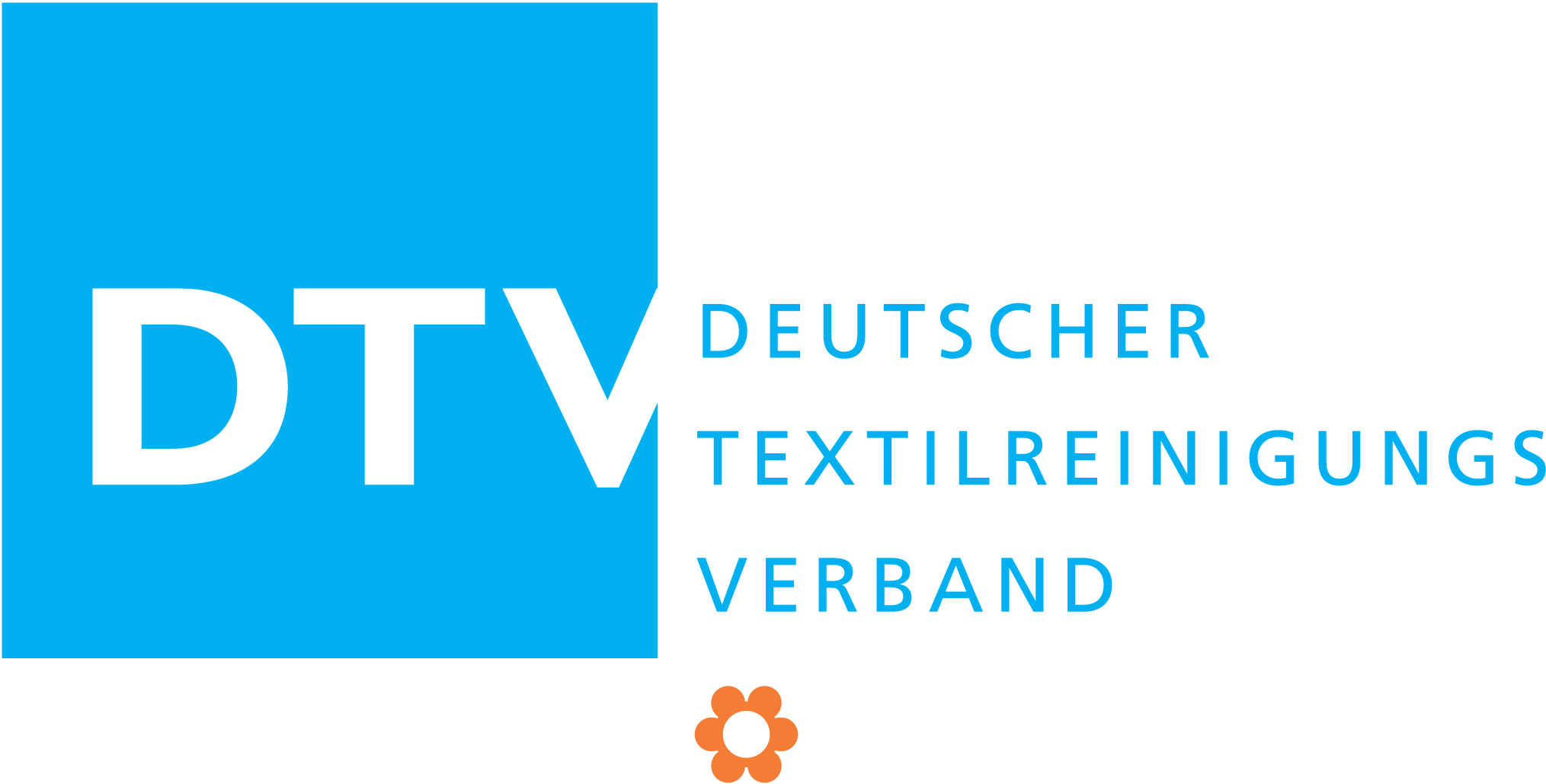
DTV Logo

Der Deutsche Textilreinigungs-Verband e. V. (DTV) ist ein Arbeitgeber- und Wirtschaftsverband der Textil-Dienstleistungsbranche in Deutschland mit Hauptsitz in Bonn. Über 800 Wäschereien, Reinigungen und Textil-Service-Unternehmen haben sich unter dem Dach des DTV zusammengeschlossen. Als Verband für die deutsche Textil-Dienstleistungsbranche vertritt der DTV die Interessen seiner Mitglieder in der Handwerks-, Berufs- und Wirtschaftspolitik. Daneben sind die Beratung und Betreuung der einzelnen Mitglieder zentrale Aufgaben des Verbands.

## Der Verband
Der DTV vertritt nach eigenen Angaben rund 85 Prozent des deutschen Marktumsatzes der Textil-Dienstleistungsbranche in Deutschland. Der Verband ist der größte nationale Branchenverband in Europa und nach dem TRSA der weltweit zweitgrößte Verband der Textil-Dienstleistungsbranche. Als Verband nimmt der DTV gezielt und wirkungsvoll Einfluss auf die tarif-, arbeits- und sozialpolitische Gesetzgebung. Er arbeitet dafür mit dem Zentralverband des Deutschen Handwerks zusammen, verhandelt eigene Tarifverträge und betreibt zeitgemäße Netzwerkarbeit mit anderen Verbänden, Instituten und Gremien. Ziel ist es, die Markt- und Wirtschaftspräsenz der Textil-Dienstleistungsbranche insgesamt zu stärken und auf fachlicher, wettbewerbsrechtlicher, berufs- und handwerkspolitischer bzw. politischer Ebene die Interessen der Branche zu vertreten.
Daneben informiert der Verband seine Mitglieder über aktuelle und branchenrelevante Gesetzesänderungen und führt Fortbildungen sowie Seminare durch. Der Verband dient zudem als Austauschplattform für die Mitglieder und Zulieferer, in der die Zukunft der Branche aktiv mitgestaltet werden kann.

## Organe des Verbands
Das oberste Organ des Verbandes ist die Mitgliederversammlung, die sich aus den Einzelmitgliedern und korporativen Mitgliedern zusammensetzt und einmal im Jahr stattfindet. Alle drei Jahre werden hier Präsident und Präsidium gewählt.
Für den Informationsaustausch der Mitglieder untereinander existiert im DTV eine große Zahl von Arbeitsgruppen, in denen sich die DTV-Mitglieder zu bestimmten Schwerpunktthemen miteinander austauschen. Die Ausschüsse und der Beirat setzen sich aus fachkundigen Experten zusammen und beraten das Präsidium in ihren jeweiligen Fachgebieten.
Die Geschäftsstelle betreut alle diese Aktivitäten administrativ, stößt neue Projekte an und bietet den DTV-Mitgliedern eine große Bandbreite von Dienstleistungen und Rahmenverträgen. Der DTV betreibt zwei Geschäftsstellen in Berlin und Bonn.

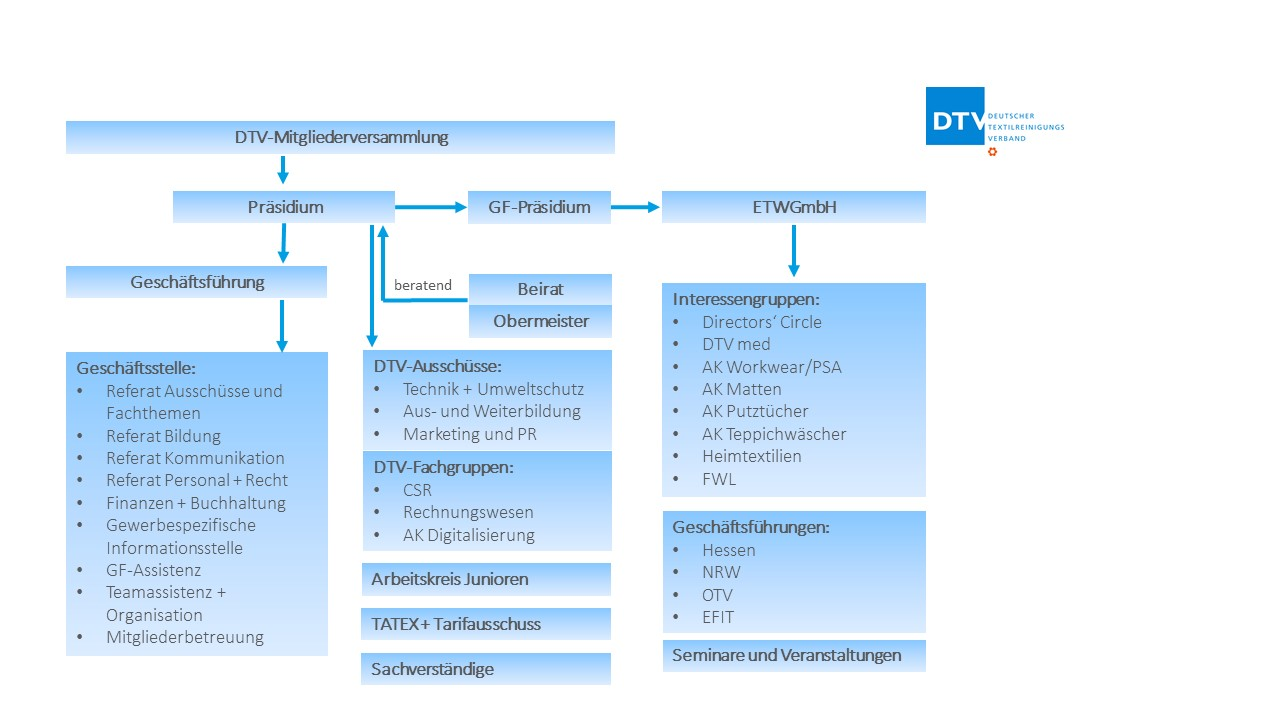
Organigramm des DTV

### Landesverbände und Innungen
Die Landesverbände und Innungen vertreten das Textilreinigerhandwerk auf Landes- und Regionalebene. Sie arbeiten mit Landesparlamenten, Landesministerien, Wirtschaftsverbänden und den Handwerkskammern zusammen und sind darüber hinaus für die Ausbildung des Nachwuchses vor Ort verantwortlich.

### Ausschüsse und Fachgruppen
Die DTV-Ausschüsse stellen für die Mitglieder des Verbands eine Möglichkeit dar, sich und ihre Interessen unmittelbar in die Verbandsarbeit einzubringen und damit ihre unternehmerische Verantwortung wahrzunehmen. Gleichzeitig bilden die Ausschüsse das fachliche Rückgrat der Verbandsarbeit. Um Verbandsthemen voranzutreiben und neue Projekte zu initiieren, existieren innerhalb des DTVs derzeit fünf feste Ausschüsse, die sich aus mehreren fachkundigen Experten zusammensetzen. Sie beraten das Präsidium in ihren jeweiligen Fachgebieten und können zu bestimmten Fragestellungen darüber hinaus auch Unterausschüsse bilden:
- Aus- und Weiterbildung
- Technik und Umweltschutz
- Corporate Social Responsibility – CSR
- Marketing und PR
- Rechnungswesen

In einer stetig wachsenden Zahl von Fachgruppen und Arbeitskreisen innerhalb des DTV tauschen sich Mitgliedsunternehmen und Förderer zudem zu bestimmten Schwerpunktthemen aus. Gemeinsam wird nach Lösungen und Positionen zu konkreten Problemstellungen gesucht und mithilfe der Expertise der Teilnehmer auch wichtige inhaltliche Arbeit für die Arbeit des DTVs geleistet. Diese Spezialinteressen betreffenden Arbeitsgruppen sind in der ETWGmbH – einer 100-prozentigen Tochter des DTVs – organisiert.
Derzeit (2019) sind im DTV die folgenden Fachgruppen und Arbeitskreise aktiv:
- Directors Circle (Textil Service)
- DTV med (Gesundheitswesen)
- Workwear/Persönliche Schutzausrüstung
- Schmutzfangmatten
- Putztücher
- Teppichwäscher
- Heimtextilien
- FWL

### Arbeitskreis der Junioren
Der Arbeitskreis der Junioren (AKJ) gehört bereits seit den Anfangstagen zu den etablierten Gremien des DTV. Bei den halbjährlichen Treffen informieren sich Jungunternehmer zu aktuellen Fachthemen und fördern zeitgleich den kollegialen Austausch. Der AKJ steht vor allem für den Austausch mit Gleichgesinnten. Die Führungskräfte von morgen erhalten im AKJ die Möglichkeit, sich in ungezwungener Atmosphäre über ihre betrieblichen Erfahrungen und Probleme auszutauschen.

### Tarifpolitische Arbeitsgemeinschaft Textilreinigung (TATEX)
Die „Tarifpolitische Arbeitsgemeinschaft Textilreinigung“ (TATEX) ist innerhalb des DTV das Gremium, in dem die Tarifpolitik des Verbandes und der Branche aktiv diskutiert und gestaltet wird. Aus den Reihen der TATEX-Mitglieder wird regelmäßig eine Tarifkommission gewählt, die stellvertretend für alle Mitglieder die Tarifverhandlungen führt. Gemeinsames Ziel von TATEX und seinem Gewerkschaftspartner DHV – Die Berufsgewerkschaft e. V. ist eine ausgewogene Tarifpolitik, die sowohl die Interessen der Arbeitgeber als auch der Arbeitnehmer berücksichtigt.
Der aktuelle Tarifvertrag läuft vom November 2017 bis Ende Dezember 2019. Über die Gesamtlaufzeit des Tarifvertrages von 26 Monaten steigen die Löhne in zwei Phasen. In der ersten Phase der Laufzeit (bis 31. Dezember 2018) werden die Löhne je nach Regionalgruppe zwischen 2,25 % und 3,5 % steigen. In einer zweiten Phase (1. Januar 2019 – 31. Dezember 2019) steigen die Löhne um weitere 2–3 %.

## Ziele und Aufgaben
Nach der Satzung ist es Aufgabe des Verbandes, die gemeinsamen wirtschaftlichen und ideellen Interessen seiner Mitglieder gegenüber Gesellschaft, Politik und Gewerkschaften zu vertreten. Insbesondere die Kommunikation gegenüber Kunden, Verbrauchern und potenziellen Auszubildenden stellt einen wichtigen Fokuspunkt der Verbandsarbeit dar. Durch gezielte Kommunikationsmaßnahmen sollen die Marktpräsenz und der Erfolg der Mitgliedsunternehmen weiter gesteigert werden. Daneben nimmt die Beratung und Betreuung der einzelnen Mitglieder einen großen Raum in der Verbandsarbeit ein. In unternehmerischen, berufs-, tarif- und sozialpolitischen Fragen hilft und informiert die Geschäftsstelle. Darüber hinaus ist die fachliche Weiterbildung der Geschäftsführer und auch der Angestellten in den Mitgliedsbetrieben fester Bestandteil der Verbandsarbeit. Regelmäßig gibt es Seminare und Workshops und auch die Meisterausbildung findet unter der Regie des Verbandes statt.

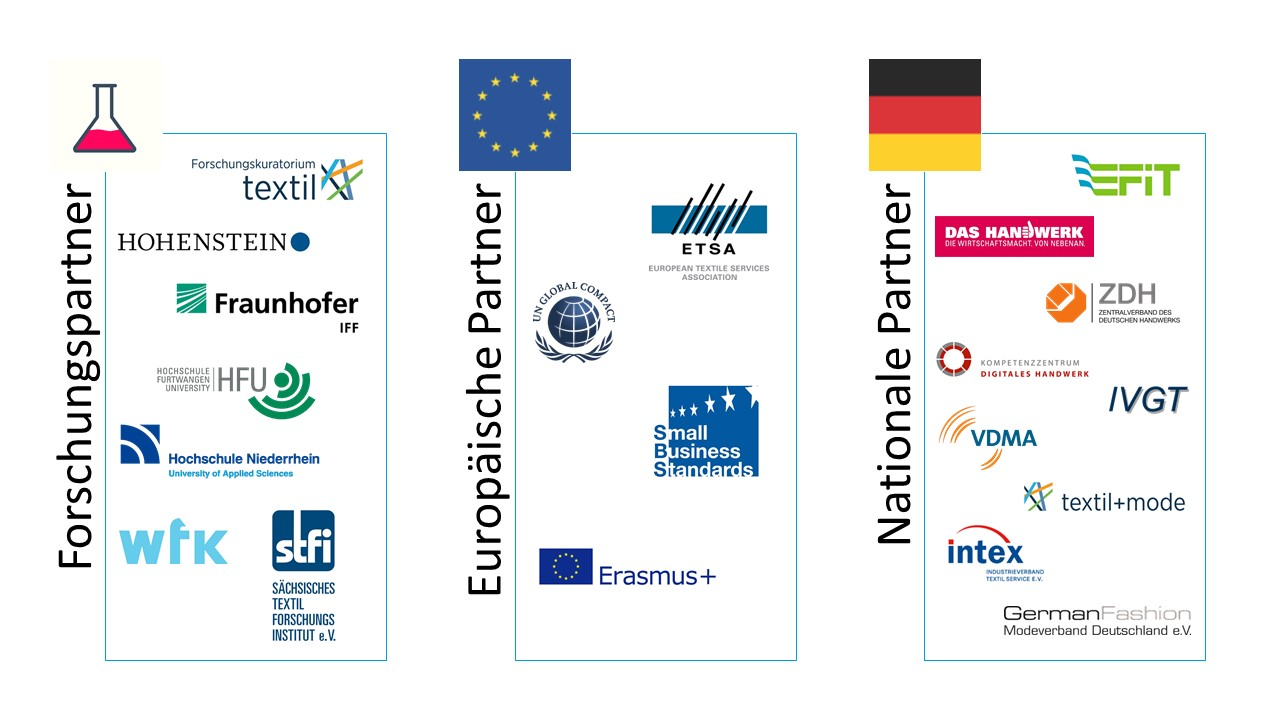
Befreundete Verbände und Kooperationspartner

Der DTV verfügt über ein großes Netzwerk mit Forschungsinstituten, europäischen Dachverbänden sowie Verbraucher-, Kunden- und Zuliefererorganisationen mit denen Positionen zu Sachfragen abgestimmt werden. Ganz besonders eng ist die Zusammenarbeit mit dem Zentralverband des Deutschen Handwerks (ZDH). Durch die Zusammenarbeit verfügt der DTV über zahlreiche wichtige Kontakte in die Politik und erfährt bereits früh von Gesetzentwicklungen auf der bundesdeutschen und europäischen Ebene.
Auch auf internationaler und im Speziellen der europäischen Ebene sucht der DTV immer wieder den Austausch mit anderen Textil-Dienstleistungsbranchen. Als erster deutscher Branchenverband hat der DTV einen Vertreter als Experten in der Nichtregierungsorganisation Small Business Standards (SBS) in Brüssel benannt, der über die Arbeit an neuen branchenrelevanten EU-Normen berichtet. Seit Anfang 2017 verfügt der DTV sogar über zwei Experten in den Normungsgremien. Als Mitglied im europäischen Dachverband European Textile Services Association (ETSA) ist der DTV auch aktiv in die europäische Lobbyarbeit eingebunden.

## Brancheninfos
Die Textil-Dienstleistungsbranche ist von einer großen Heterogenität geprägt. Von der kleinen Reinigung als Zweimannbetrieb bis hin zur industriellen Großwäscherei mit mehreren Hundert Angestellten sind eine Vielzahl unterschiedlichster Betriebsformen und -größen auf dem deutschen Markt vertreten. Der Deutsche Textilreinigungs-Verband vertritt als Arbeitgeber- und Wirtschaftsverband rund 800 vor allem kleinere und mittelständische Unternehmen.

### Betriebs- und Umsatzzahlen

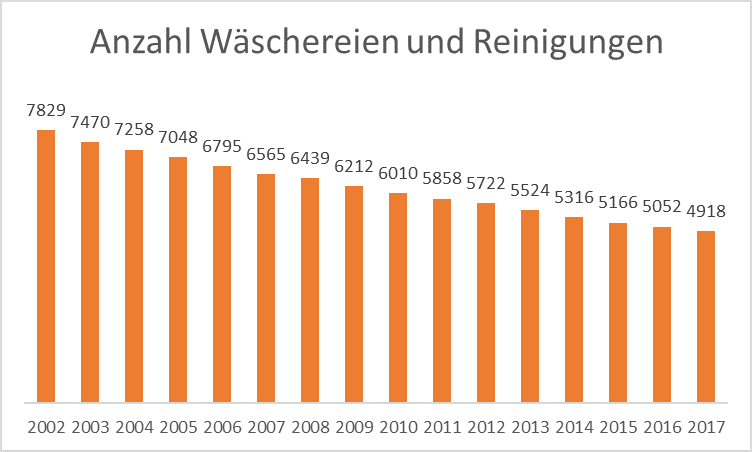
Anzahl der Wäschereien und Reinigungen in Deutschland (2002–2017)

Verlässliche Zahlen zur Branche sind derzeit nur schwer verfügbar. 2008 wurden im Zuge von Änderungen der Wirtschaftskennziffern in der EU – und damit auch durch das Deutsche Statistische Bundesamt – Unternehmen der Textil-Dienstleistungsbranche teilweise anderen Wirtschaftszweigen zugeordnet. Das macht differenzierte Aussagen über die Branche schwierig. Es werden nunmehr Zahlen ausgewiesen für den Wirtschaftszweig „Wäscherei und Chemische Reinigung“, andererseits wird ein nicht unbeträchtlicher Teil der textilen Dienstleistung in der Wirtschaftskennziffer 77.2 „Vermietung von Verbrauchsgütern“ erfasst, in der allerdings auch noch andere als textile Gebrauchsgüter erfasst werden. Insbesondere Unternehmen aus dem Textilservice, die – nach dem Umsatzschwerpunkt – vor allem der Vermietung von sonstigen Gebrauchsgütern zugerechnet werden, sind im Prinzip nicht zu erfassen. Sämtliche verfügbaren Zahlen zu Unternehmenszahlen und -umsätzen sind daher mit entsprechender Vorsicht zu interpretieren.
Die Zahl der Unternehmen nimmt dabei seit Jahren jedoch kontinuierlich ab. Allein zwischen 2010 und 2017 um rund 19 Prozent. 2017 zählte das Statistische Bundesamt erstmals weniger als 5.000 Wäschereien und Reinigungen in Deutschland, nämlich nur 4.918 Betriebe. Neben der Schließung vieler Kleinstbetriebe – ohne dass im direkten Umfeld neue Betriebe entstehen – findet im Bereich der mittelständischen Betriebe eine immer weitere Marktkonzentrierung durch Fusionen, Zusammenschlüssen oder Aufkäufe statt.
In 2016 fiel die Umsatzentwicklung über alle Branchenzweige hinweg positiv aus. Die Umsätze der handwerklich organisierten Reinigungen und Wäschereien legten nach Angaben des Statistischen Bundesamtes auf 3 Milliarden Euro zu. Das Umsatzvolumen für Mietwäsche in Deutschland liegt 2018 nach vorläufigen Schätzungen des DTVs bei etwa 3,5 Milliarden Euro. Allerdings gibt es hier auch Überschneidungen mit den beim Statistischen Bundesamt erfassten Betrieben.

### Beschäftigtenzahlen
Da Wäschereien, Textil Service-Betriebe und chemische Reinigungen je nach Betriebsausrichtung entweder als Handwerk- oder als Industrie- und Handelsunternehmen geführt werden können, existiert keine zentrale Statistik über die Anzahl der Beschäftigten in der Textil-Dienstleistungsbranche. In den handwerklich geführten Unternehmen hat die Zahl der Beschäftigten nach Angaben des Statistischen Bundesamtes zwischen 2008 und 2012 mit einem Plus von rund 1,5 Prozent leicht zugenommen.
Insgesamt waren laut Statistischem Bundesamt (Destatis) im Jahr 2016 im Wirtschaftszweig Wäscherei und chemische Reinigung 68.815 Beschäftigte tätig. Dabei beschäftigte der Durchschnitt der Unternehmen 14,6 Personen. Die Struktur der tätigen Personen ist durch einen hohen Frauenanteil von 67,5 Prozent gekennzeichnet.